# Ibbedu Hosahalli, Belur
Ibbedu Hosahalli là một làng thuộc tehsil Belur, huyện Hassan, bang Karnataka, Ấn Độ.